# Filopímin Fínos
Filopímin Fínos (en grec moderne : Φιλοποίμην Φίνος) (Kato Tithoréa, 1er septembre 1908 - Athènes, 26 janvier 1977) est un producteur de cinéma grec, propriétaire de Finos Film.

## Biographie
En 1939, il créa dans la villa de son père dans la banlieue d'Athènes ses studios et sa maison de production, la Finos Film (créée en 1942). Il tourna alors son seul film en tant que réalisateur : Le Chant du départ.
Le premier film qu'il produisit fut en 1943 : La Voix du cœur.
En 1944, il fut arrêté, ainsi que son père, pour fait de résistance. Il fut libéré mais son père fut exécuté. Cet épisode le rendit définitivement méfiant de toute forme d'autorité. Il évita autant que possible aussi bien les conflits que les contacts avec les gouvernements.
L'avènement de la télévision se fit durant la dictature des colonels. Filopímin Fínos refusa le nouveau media et refusa tout lien avec celui-ci. Cela fut fatal à sa maison de production.